# Flota (grup de bolets)
S'anomenen flotes, o motes, a bolets carnosos, esvelts, de mida mitjana a gran, que neixen en grups units pels peus; de làmines lliures, adherides, adnates o escotades; sempre amb cama, que pot ser central o, només en el cas de flotes denses, lleugerament lateral; poden disposar d’anell; amb el pas del temps es descomponen
Es considera que uns bolets creixen en flotes quan provenen d’una base comuna que cal esqueixar per separar-los. La majoria de flotes es desenvolupen en el sòl, sobre soques, troncs o arrels enterrades.

## Grups de flotes
En un bon nombre de representants del gènere Lyophyllum, les flotes creixen des d’una massa fúngica carnosa i soterrada, en aquest cas les flotes s'anomenen flotes carneres.
En certes espècies les flotes poden presentar només alguns pocs exemplars o, fins i tot, només bolets aïllats. En aquest cas s'anomenen popularment carners si els bolets creixen en el sòl o socarrencs si viuen sobre rabasses o fusta morta.

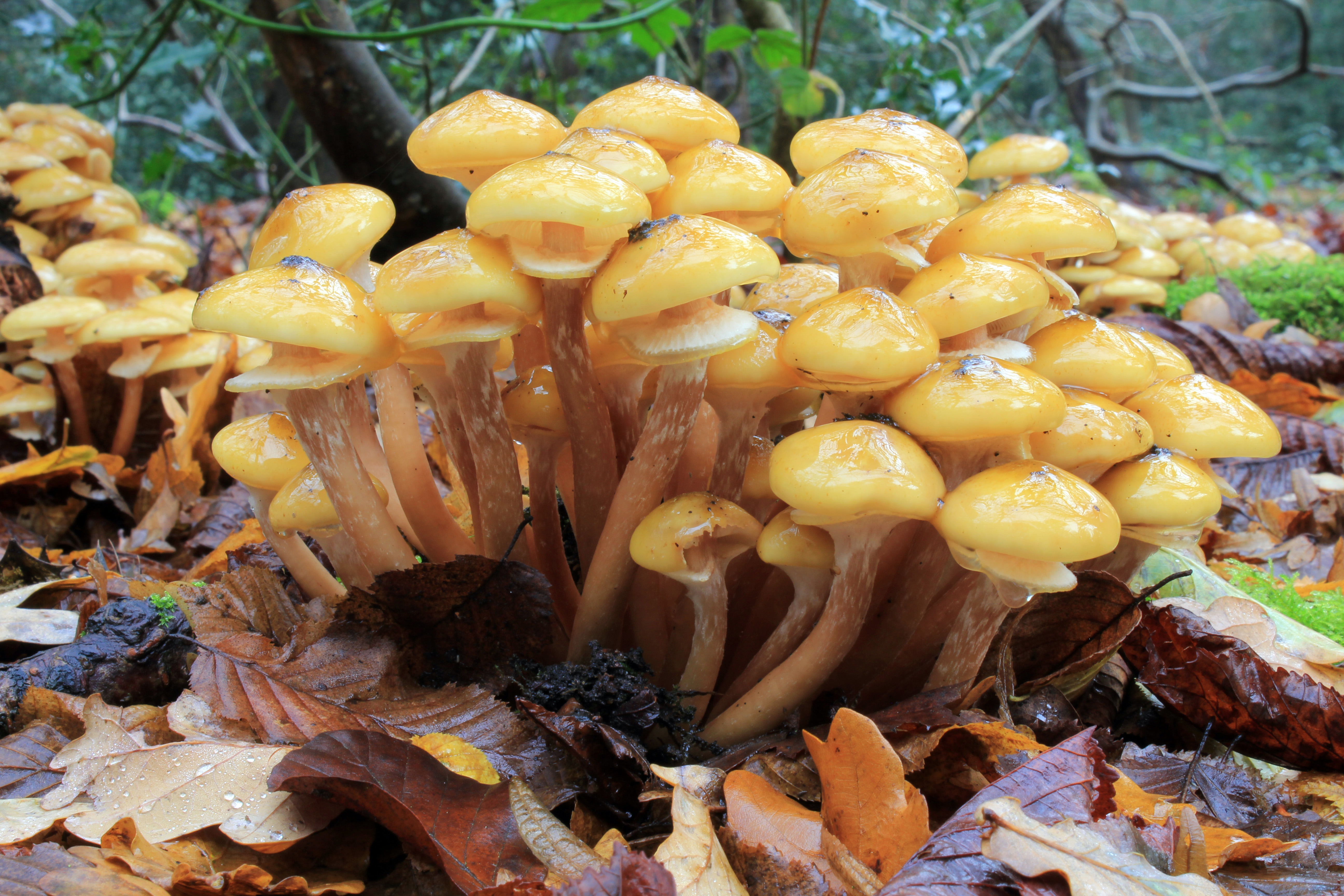
Flota d'alzina (Armillaria mellea)

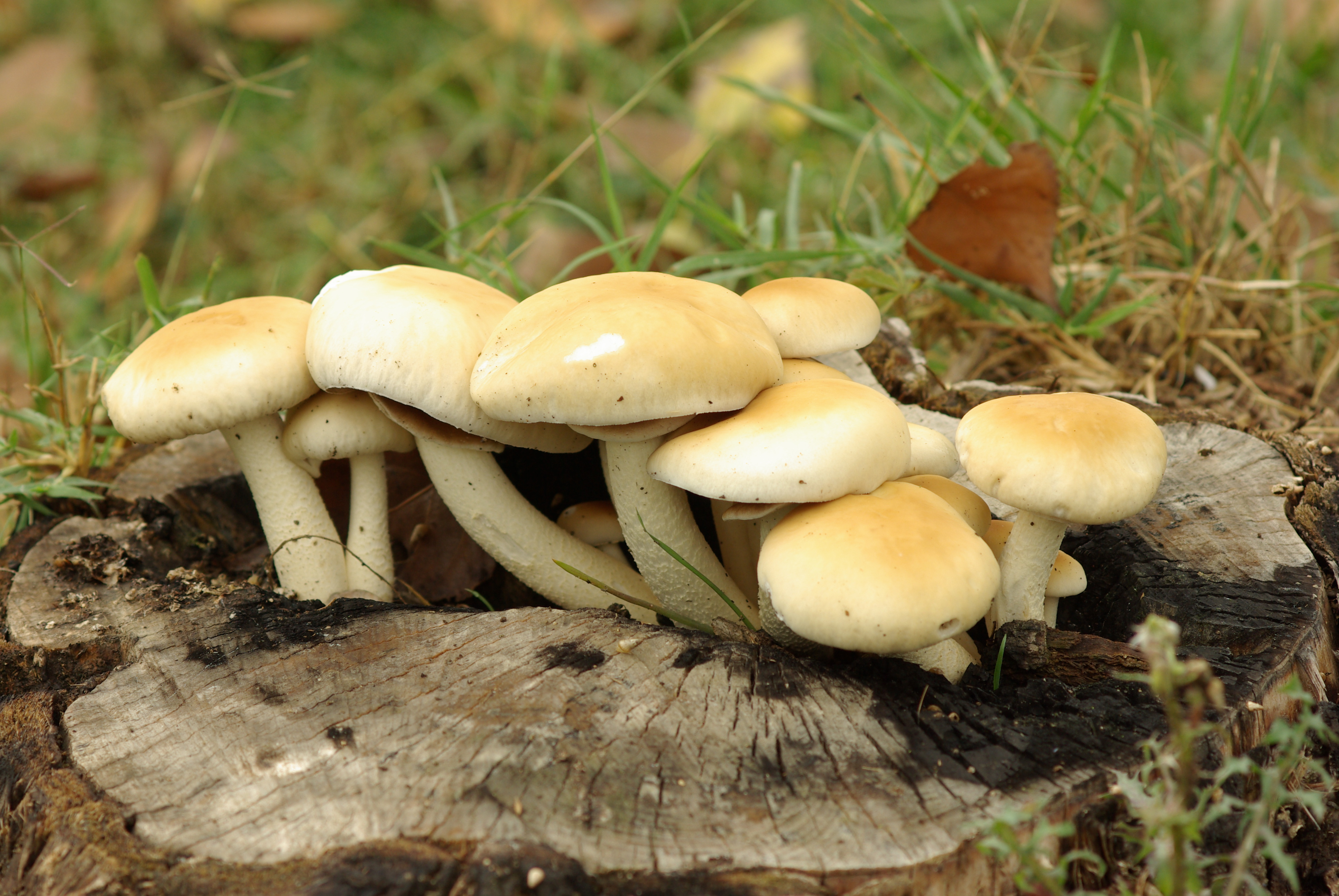
Pollancró (Cyclocybe aegerita)

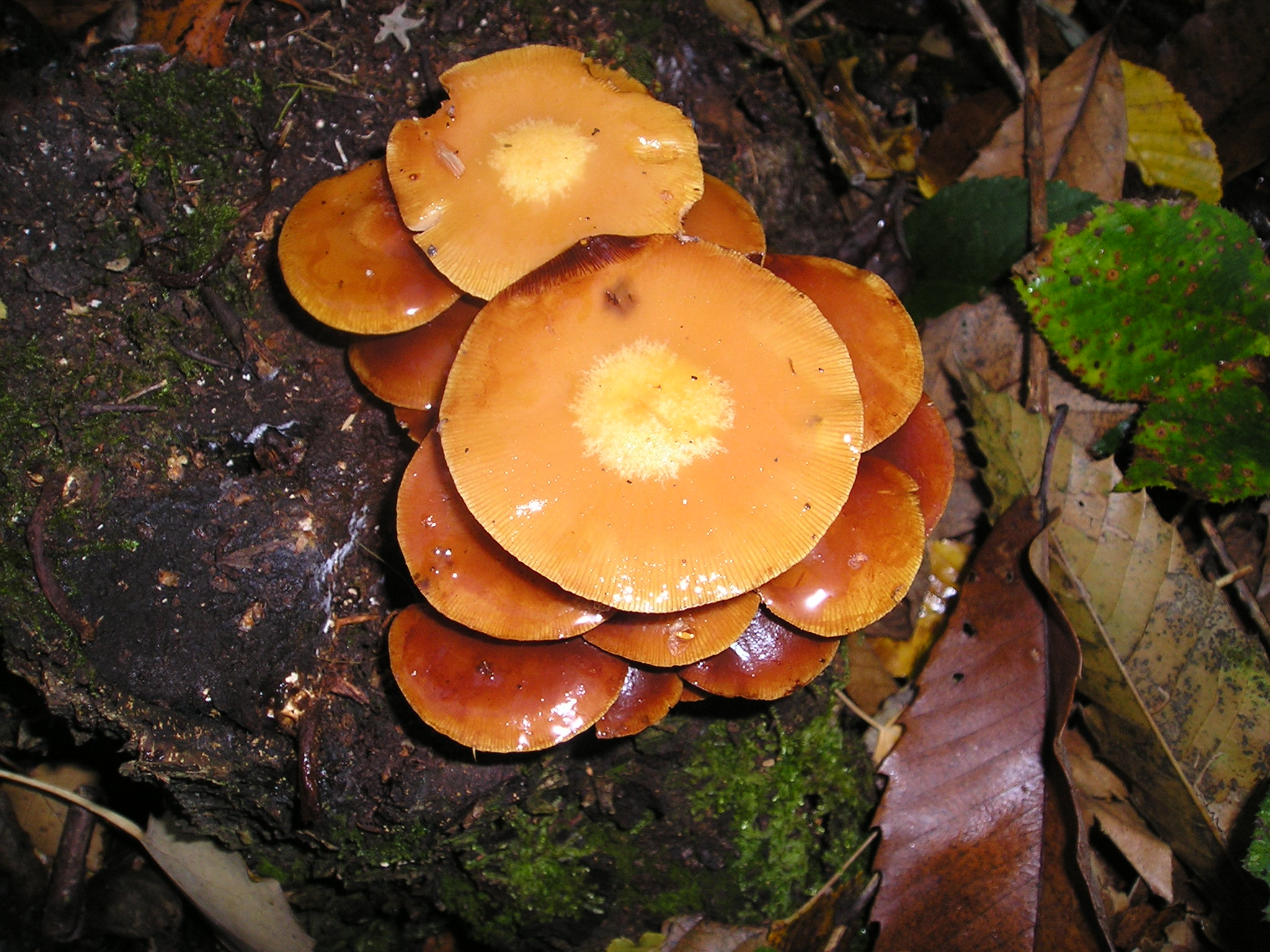
Flota mutant (Kuehneromyces mutabilis)

### Espècies de flotes
- Armillaria mellea, flota d’alzina o alzinoi
- Armillaria ostoyae, flota de pi
- Armillaria cepistipes, flota d’alzina de peu bulbós
- Desarmillaria tabescens, flota d’alzina desanellada
- Cyclocybe aegerita, pollancró
- Cyclocybe erebia, pollancró fosc
- Hypsizygus ulmarius, flota d'om, campayol d’om[5]
- Lentinellus cochleatus, flota anisada
- Pholiota squarrosa, flota d’esquames

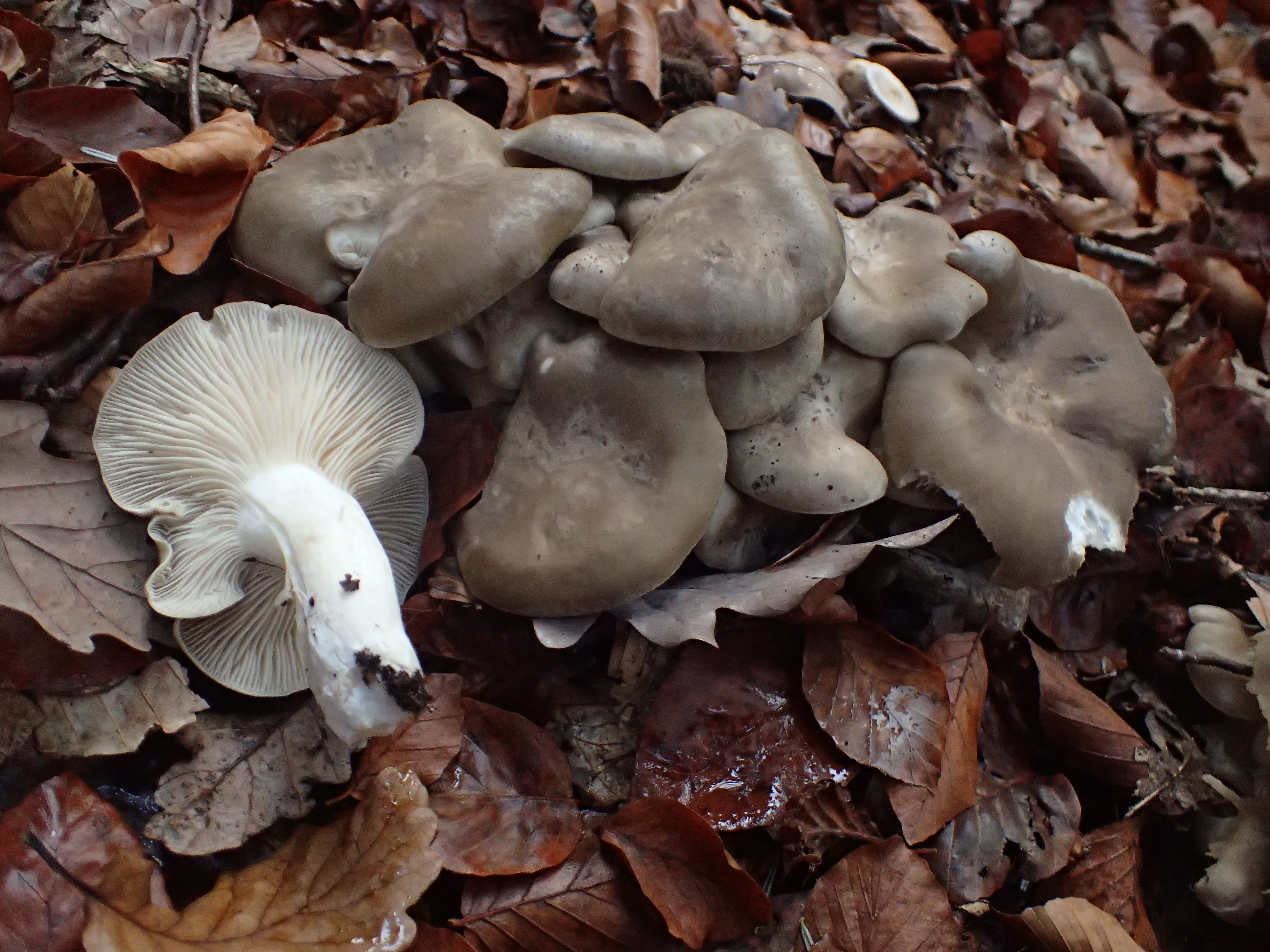
Flota carnera de bruc (Lyophyllum decastes)

- Hypholoma fasciculare, flota de pi groga
- Hypholoma capnoides, flota de pi grisenca
- Hypholoma lateritium, flota de pi rogenca
- Gymnopus fusipes, flota de roure
- Lentinus tigrinus, flota de salze
- Gymnopus suberis, flota de surera
- Tricholomopsis decora, flota decorada
- Pholiota populnea, flota destructora
- Omphalotus olearius, flota d’olivera o gírgola d'olivera
- Gymnopilus junonius, flota gegant
- Pholiota gummosa, flota gomosa
- Pholiota flammans, flota llampant
- Kuehneromyces mutabilis, flota mutant
- Lepista ricekii, flota pebrada
- Pholiota squarrosa, flota d’esquames

### Espècies de bolets carners
- Lyophyllum decastes, carner de bruc
- Lyophyllum fumosum, carner cendrós
- Lyophyllum loricatum, carner de pell gruixuda
- Lyophyllum shimeji, honshimeji, carner de pi japonès
- Hypsizygus marmoreus, bunashimeji, carner de faig japonès
- Hypsizygus marmoreus, bunapishimeji, carner blanc de faig japonès
- Leucocybe connata, carner blanc

- Entoloma sinuatum, carner bord
- Lyophyllum transforme, carner ennegridor
- Lyophyllum rhopalopodium, carner de peu gros
- Lyophyllum infumatum, carner afumat
- Lyophyllum semitale, carner dels camins

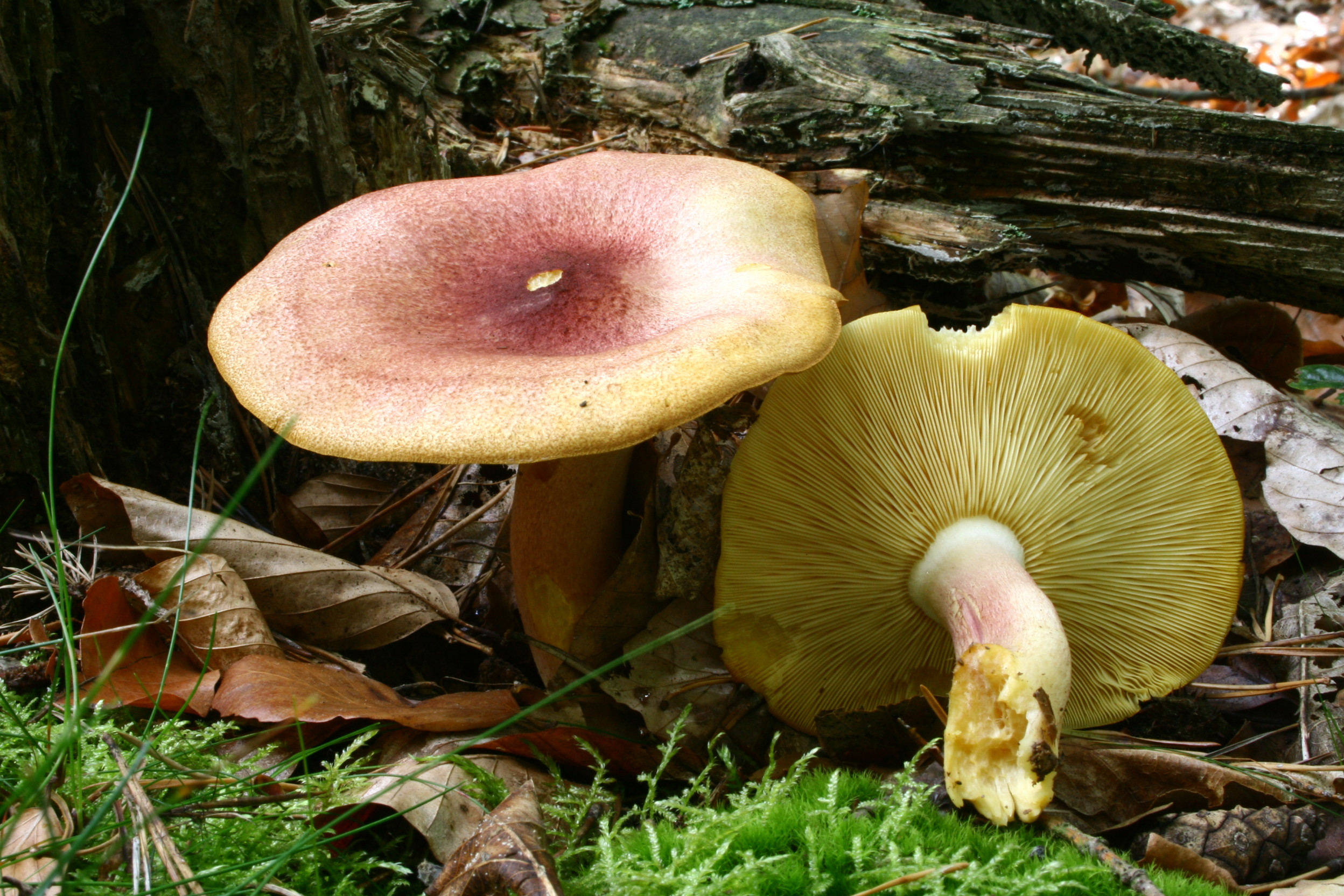
Socarrenc vermell (Tricholomopsis rutilans)

### Espècies de socarrencs
- Agrocybe rivulosa, socarrenc arrugat
- Gymnopilus penetrans, socarrenc de pi
- Gymnopilus sapineus, socarrenc de pi escamós
- Agrocybe praecox, socarrenc primerenc
- Pluteus atromarginatus, socarrenc rosat
- Pluteus cervinus, socarrenc rosat
- Tricholomopsis rutilans, socarrenc vermell